# Serie B 2006-2007 (calcio a 5)
La Serie B 2006-2007 è stato il nono campionato nazionale di terzo livello e la diciassettesima edizione assoluta della categoria; si è svolto tra il 23 settembre 2006 e il 7 aprile 2007, prolungandosi fino al 2 giugno 2007 con la disputa delle partite di spareggio. Al termine della stagione regolare sono promosse in serie A2 le formazioni vincitrici dei sei gironi, mentre le ultime tre classificate retrocedono in serie C1.
Per ogni girone le formazioni piazzatesi al decimo e all'undicesimo posto si affrontano tra loro in una fase a eliminazione diretta, basata su gare di andata e di ritorno, per decretare altre sei retrocessioni.
Le squadre classificatesi al secondo e al terzo posto di ogni girone accedono ai play-off, che coinvolgono anche le formazione classificatesi all'undicesimo e al dodicesimo posto dei due gironi di serie A2. Divise in due raggruppamenti (le società del girone A di serie A2 con quelle dei gironi A, B e C di serie B, mentre le società del girone B di serie A2 con quelle dei gironi D, E e F di serie B), le squadre si affrontano in tre fasi ad eliminazione diretta basate su gare di andata e di ritorno, per assegnare gli ultimi due posti disponibili alla prossima edizione del campionato di serie A2. Il Consiglio Direttivo della Divisione Calcio a Cinque ha provveduto al ripescaggio di quattordici società per completare la composizione dei sei gironi da quindici squadre.

## Girone A

### Partecipanti
Il girone comprende otto società provenienti dalla Lombardia, due dalla Toscana e una rispettivamente per Emilia-Romagna, Liguria, Piemonte e Valle d'Aosta. Al posto dell'Aosta, promosso in A2, e di Bagnolo, Eurosporting, Gordona e Tosco Ligure retrocessi in C1, sono state ammesse Ciriè e Tigullio, vincitrici del campionato di serie C1 rispettivamente di Piemonte e Liguria. Il Real Cornaredo vincitore della serie C1 lombarda ha rinunciato alla promozione, venendo sostituito dal Lecco, giunto secondo nello stesso campionato. L'Imola retrocesso nella scorsa edizione di serie A2 è stato invece ripescato nella stessa categoria, e il suo posto è stato preso dal Bologna Football Five, che a sua volta era retrocesso sul campo in serie C1. Completa l'organico del girone il ripescaggio del Via San Vincenzo di Genova.

### Classifica
|  | Pos. | Squadra            | Pt | G  | V  | N | P  | GF  | GS  | DR  |
|  | ---- | ------------------ | -- | -- | -- | - | -- | --- | --- | --- |
|  | 1.   | Ciriè              | 59 | 26 | 19 | 2 | 5  | 150 | 84  | +66 |
|  | 2.   | Brianza            | 57 | 26 | 18 | 3 | 5  | 130 | 84  | +46 |
|  | 3.   | Domus Bresso       | 49 | 26 | 15 | 4 | 7  | 86  | 73  | +13 |
|  | 4.   | Toniolo Milano     | 48 | 26 | 15 | 3 | 8  | 85  | 67  | +18 |
|  | 5.   | Bergamo            | 43 | 26 | 12 | 7 | 7  | 100 | 84  | +16 |
|  | 6.   | Valprint Milano    | 40 | 26 | 12 | 4 | 10 | 109 | 92  | +17 |
|  | 7.   | Interfive Vigevano | 39 | 26 | 12 | 3 | 11 | 99  | 107 | -8  |
|  | 8.   | Lecco              | 34 | 26 | 10 | 4 | 12 | 98  | 92  | +6  |
|  | 9.   | San Lorenzo DC     | 32 | 26 | 9  | 5 | 12 | 71  | 82  | -11 |
|  | 10.  | Bassotti           | 27 | 26 | 8  | 3 | 15 | 84  | 117 | -33 |
|  | 11.  | Bologna FF         | 24 | 26 | 6  | 6 | 14 | 74  | 98  | -24 |
|  | 12.  | San Vincenzo GE    | 23 | 26 | 6  | 5 | 15 | 63  | 100 | -37 |
|  | 13.  | Real Casalgrande   | 22 | 26 | 6  | 4 | 16 | 93  | 120 | -27 |
|  | 14.  | Tigullio           | 21 | 26 | 6  | 3 | 17 | 67  | 109 | -42 |

### Verdetti
- Ciriè promosso in serie A2 2007-08.
- Real Casalgrande, San Vincenzo Genova, Tigullio e, dopo i play-out, Bassotti retrocesse nei campionati regionali.
- Brianza non iscritta al campionato di serie B 2007-08.

## Girone B

### Partecipanti
Il girone comprende sei formazioni provenienti dal Veneto, cinque dalla Toscana e tre dall'Emilia-Romagna. Al posto di Canottieri Belluno e Dese promosse in A2, e delle retrocesse Firenze, Libertas La Grolla e Manzano sono state ammesse le vincitrici della serie C1 di Toscana e Veneto ovvero Valdera e Gruppo Fassina (con sede a Mareno di Piave). Le altre vincitrici dei campionati di serie C1 regionali afferenti a questo girone ovvero Five a Side Monfalcone, Pomarolo e San Marino non hanno presentato domanda di iscrizione al campionato di serie B, così come Futsal Bolzano e Palmanova che sono ripartite dalle categorie regionali. Delle altre formazioni aventi diritto, l'Atlante e il Verona provengono dalla serie A2 mentre Derby Forlì e Sedico hanno vinto la fase nazionale dei play-off di serie C1. L'organico del girone è stato completato dal ripescaggio del Toscana Sport con sede a Scandicci.

### Classifica
|  | Pos. | Squadra          | Pt | G  | V  | N | P  | GF  | GS  | DR  |
|  | ---- | ---------------- | -- | -- | -- | - | -- | --- | --- | --- |
|  | 1.   | Kaos             | 67 | 26 | 21 | 4 | 1  | 123 | 40  | +83 |
|  | 2.   | Atlante Grosseto | 60 | 26 | 19 | 3 | 4  | 141 | 65  | +76 |
|  | 3.   | Gruppo Fassina   | 55 | 26 | 18 | 1 | 7  | 138 | 91  | +47 |
|  | 4.   | Derby Forlì      | 47 | 26 | 14 | 5 | 7  | 118 | 67  | +51 |
|  | 5.   | Poggibonsese     | 44 | 26 | 14 | 2 | 10 | 79  | 89  | -10 |
|  | 6.   | Thiene           | 41 | 26 | 12 | 5 | 9  | 93  | 86  | +7  |
|  | 7.   | Montecchio       | 39 | 26 | 12 | 3 | 11 | 124 | 106 | +18 |
|  | 8.   | Verona           | 38 | 26 | 11 | 5 | 10 | 100 | 81  | +19 |
|  | 9.   | Petrarca         | 37 | 26 | 11 | 4 | 11 | 89  | 103 | -14 |
|  | 10.  | Sedico           | 35 | 26 | 11 | 2 | 13 | 95  | 113 | -18 |
|  | 11.  | Isolotto         | 21 | 26 | 6  | 3 | 17 | 76  | 109 | -33 |
|  | 12.  | Toscana Sport    | 18 | 26 | 5  | 3 | 18 | 68  | 128 | -60 |
|  | 13.  | Valdera          | 16 | 26 | 5  | 1 | 20 | 67  | 159 | -92 |
|  | 14.  | Forlì            | 5  | 26 | 0  | 5 | 21 | 40  | 114 | -74 |

### Verdetti
- Kaos promosso in serie A2 2007-08.
- Toscana Sport e Valdera retrocesse nel campionato regionale della Toscana.
- Derby Forlì non iscritta al campionato di serie B 2007-08.
- Forlì e, dopo i play-out, Isolotto retrocesse ma successivamente ripescate.

## Girone C

### Partecipanti
Il girone comprende sei società marchigiane, cinque abruzzesi e tre umbre. Al posto del Maran Spoleto promosso in A2 e delle retrocesse AJ Fano, Real Gubbio e San Severino sono stati ammessi il Miracolo Piceno retrocesso in serie A2 e le vincitrici dei rispettivi campionati di serie C1 ovvero CUS Ancona, CUS Teramo e Montecastelli.
Lo Chevrolet Team Montesicuro non ha presentato domanda di iscrizione alla serie B, ripartendo dalla serie C2 regionale mentre la Sangiorgese ha rilevato il titolo della Polisportiva Giampaoli, acquisendo il diritto di disputare la serie A2. Completano l'organico del girone il ripescaggio del Civitanova nonché delle retrocesse Pro Calcetto Avezzano e Vigor Fabriano. Infine, la Polisportiva Fabio Polidoro da questa stagione ha associato al proprio nome quello di "Angolana Gigiotto".

### Classifica
|  | Pos. | Squadra         | Pt | G  | V  | N | P  | GF  | GS  | DR  |
|  | ---- | --------------- | -- | -- | -- | - | -- | --- | --- | --- |
|  | 1.   | Magione         | 58 | 26 | 17 | 7 | 2  | 111 | 61  | +50 |
|  | 2.   | Palextra Fano   | 54 | 26 | 17 | 3 | 6  | 105 | 65  | +40 |
|  | 3.   | Coar Orvieto    | 52 | 26 | 16 | 4 | 6  | 82  | 63  | +19 |
|  | 4.   | Acqua e Sapone  | 52 | 26 | 16 | 4 | 6  | 105 | 76  | +29 |
|  | 5.   | Miracolo Piceno | 41 | 26 | 12 | 5 | 9  | 97  | 87  | +10 |
|  | 6.   | Angolana        | 40 | 26 | 11 | 7 | 8  | 108 | 95  | +13 |
|  | 7.   | Marina CSA      | 40 | 26 | 12 | 4 | 10 | 94  | 83  | +11 |
|  | 8.   | Civitanova      | 34 | 26 | 10 | 4 | 12 | 90  | 91  | -1  |
|  | 9.   | CUS Ancona      | 33 | 26 | 10 | 3 | 13 | 114 | 118 | -4  |
|  | 10.  | Montecastelli   | 25 | 26 | 7  | 4 | 15 | 73  | 115 | -42 |
|  | 11.  | Vigor Fabriano  | 24 | 26 | 8  | 0 | 18 | 89  | 114 | -25 |
|  | 12.  | Pro Calcetto    | 22 | 26 | 6  | 4 | 16 | 80  | 119 | -39 |
|  | 13.  | Castelbellino   | 20 | 26 | 5  | 5 | 16 | 97  | 121 | -24 |
|  | 14.  | CUS Teramo      | 19 | 26 | 5  | 4 | 17 | 82  | 131 | -49 |

### Verdetti
- Magione promosso in serie A2 2007-08.
- Pro Calcetto Avezzano, Castelbellino, CUS Teramo retrocessi nei campionati regionali.
- Montecastelli retrocesso dopo i play-out ma successivamente ripescato.

## Girone D

### Partecipanti
Il girone comprende dieci società provenienti dalla Puglia, due dal Molise e una ciascuna da Abruzzo e Basilicata. Rispetto a quanto decretato sul campo al termine della precedente edizione, in quella corrente si registrano alcuni cambiamenti. Infatti le retrocesse Sipontum (nel frattempo diventata "Manfredonia C5") e Polisportiva San Gabriele (ora "Vasto C5") sono state ripescate, così come il Team Matera lo è stato in serie A2. Dai campionati di serie C1 regionali sono state promosse Real Polignano, Vis Isernia (nuova denominazione dell'Isernia Calcio a 5) e Invicta Potenza; quest'ultima dopo un anno di esilio a San Rufo è tornata a disputare gli incontri interni nel capoluogo lucano, rinominandosi per l'occasione "PAMA Futsal Potenza". A completamento dell'organico del girone è stata ripescata l'Olimpiadi Bisceglie.

### Classifica
|  | Pos. | Squadra            | Pt | G  | V  | N | P  | GF  | GS  | DR  |
|  | ---- | ------------------ | -- | -- | -- | - | -- | --- | --- | --- |
|  | 1.   | Modugno            | 66 | 26 | 21 | 3 | 2  | 154 | 62  | +92 |
|  | 2.   | Giovinazzo         | 65 | 26 | 21 | 2 | 3  | 119 | 64  | +55 |
|  | 3.   | Polignano          | 57 | 26 | 12 | 5 | 9  | 142 | 73  | +69 |
|  | 4.   | Real Polignano     | 41 | 26 | 14 | 5 | 7  | 97  | 77  | +20 |
|  | 5.   | Vis Isernia        | 41 | 26 | 13 | 2 | 11 | 95  | 94  | +1  |
|  | 6.   | Martina            | 40 | 26 | 12 | 4 | 10 | 100 | 88  | +12 |
|  | 7.   | Azzurri Conversano | 38 | 26 | 12 | 2 | 12 | 98  | 109 | -11 |
|  | 8.   | Olimpiadi          | 35 | 26 | 10 | 5 | 11 | 102 | 102 | 0   |
|  | 9.   | Barletta           | 29 | 26 | 8  | 5 | 13 | 95  | 122 | -27 |
|  | 10.  | Termoli            | 26 | 26 | 9  | 3 | 14 | 71  | 88  | -17 |
|  | 11.  | Manfredonia        | 26 | 26 | 7  | 5 | 14 | 73  | 85  | -12 |
|  | 12.  | Ruvo Calcetto      | 26 | 26 | 4  | 4 | 18 | 79  | 113 | -34 |
|  | 13.  | Vasto              | 21 | 26 | 7  | 0 | 19 | 60  | 122 | -62 |
|  | 14.  | Invicta Potenza    | 6  | 26 | 1  | 5 | 20 | 68  | 154 | -86 |

### Verdetti
- Modugno promosso in serie A2 2007-08.
- Invicta Potenza, Ruvo Calcetto e Vasto retrocesse nei campionati regionali.
- Giovinazzo ripescato in serie A2 2007-08.
- Termoli retrocesso dopo i play-out in serie C1 ma successivamente ripescato.

## Girone E

### Partecipanti
Il girone comprende dieci società laziali, tre siciliane e una sarda. Il Pomezia e il Velletri, ambedue retrocesse al termine della precedente edizione, hanno rilevato rispettivamente il titolo sportivo del Divino Amore e dell'Ariccia Futsal acquisendo il diritto di disputare il campionato. Anche il Ceccano continua a disputare la serie B dopo la retrocessione dello scorso anno in virtù dei ripescaggi di cui ha beneficiato pure il Civitavecchia. Palestrina, Società Polisportiva Spar Puntese e Karalis hanno vinto i rispettivi campionati di serie C1, mentre lo Sporting Mazarese ha guadagnato la promozione tramite i play-off nazionali. La formazione sarda, diventata "Basilea C5" in seguito alla fusione estiva con la Mediterranea Carbonia, non ha tuttavia presentato domanda di iscrizione alla serie B, proseguendo la propria attività in serie C1. Anche la Stella Azzurra Ostia ha rinunciato alla categoria, sciogliendosi.

### Classifica
|  | Pos. | Squadra           | Pt | G  | V  | N | P  | GF  | GS  | DR  |
|  | ---- | ----------------- | -- | -- | -- | - | -- | --- | --- | --- |
|  | 1.   | Ceccano           | 50 | 26 | 15 | 5 | 6  | 104 | 78  | +26 |
|  | 2.   | Pomezia           | 47 | 26 | 14 | 5 | 7  | 122 | 101 | +21 |
|  | 3.   | Tor Vergata       | 46 | 26 | 14 | 4 | 8  | 115 | 93  | +22 |
|  | 4.   | Velletri          | 46 | 26 | 14 | 4 | 8  | 100 | 89  | +11 |
|  | 5.   | Latina            | 44 | 26 | 13 | 5 | 8  | 113 | 93  | +20 |
|  | 6.   | Regalbuto         | 40 | 26 | 12 | 4 | 10 | 89  | 75  | +14 |
|  | 7.   | Ciampino          | 38 | 26 | 12 | 2 | 12 | 97  | 92  | +5  |
|  | 8.   | Assemini          | 38 | 26 | 10 | 8 | 8  | 85  | 81  | +4  |
|  | 9.   | Aurelia Nordovest | 38 | 26 | 10 | 8 | 8  | 96  | 98  | -2  |
|  | 10.  | Palestrina        | 37 | 26 | 10 | 7 | 9  | 119 | 107 | +12 |
|  | 11.  | Puntese           | 26 | 26 | 7  | 5 | 14 | 75  | 79  | -4  |
|  | 12.  | Albano            | 23 | 26 | 7  | 2 | 17 | 68  | 109 | -41 |
|  | 13.  | Mazarese          | 22 | 26 | 6  | 4 | 16 | 97  | 146 | -49 |
|  | 14.  | Civitavecchia     | 18 | 26 | 5  | 3 | 18 | 79  | 118 | -39 |

### Verdetti
- Rio Ceccano promosso in serie A2 2007-08.
- Civitavecchia, Mazarese e, dopo i play-out, Puntese retrocessi nei campionati regionali.
- Ciampino e Pomezia non iscritti al campionato di serie B 2007-08.
- Albano retrocesso ma successivamente ripescato.

## Girone F

### Partecipanti
Il girone comprende dieci società campane e quattro calabresi. Al posto della Napoli Barrese promossa in A2 e delle retrocesse Catanzarese SG, CUS Potenza e Mediocrati sono stati ammessi il Catanzaro C5 in quanto vincitore della serie C1 della Calabria, il Santa Maria La Carità vincitore della Coppa Italia di serie C1 e l'Ar.Te.Ma. Castellamare impostosi nei play-off nazionali di serie C1; infine il Gi.Sa. Sarno vincitore della serie C1 campana ha ceduto il proprio titolo sportivo all'Azzurra Sant'Alfonso.
Naufragata l'ipotesi di una fusione con il Forio, l'Olimpia Ischia ha rinunciato all'iscrizione così come il Napoli Five che durante l'estate ha unito le forze con il Marigliano e l'Atletico Palermo fusosi con il Palermo Futsal a formare il "Palermo Calcio a 5", iscritto al campionato di serie A2. Completano l'organico i ripescaggi di Licogest Vibo, Real Reggio Tremulini e della retrocessa Atletico Catanzaro.

### Classifica
|                                          | Pos. | Squadra              | Pt | G  | V  | N | P  | GF  | GS  | DR  |
| ---------------------------------------- | ---- | -------------------- | -- | -- | -- | - | -- | --- | --- | --- |
|                                          | 1.   | Marigliano           | 66 | 26 | 21 | 3 | 2  | 126 | 49  | +77 |
|                                          | 2.   | Afragola             | 53 | 26 | 17 | 2 | 7  | 92  | 54  | +38 |
|                                          | 3.   | Azzurra Sant'Alfonso | 46 | 26 | 14 | 4 | 8  | 99  | 80  | +19 |
|                                          | 4.   | Camilla Cales        | 44 | 26 | 13 | 5 | 8  | 92  | 82  | +10 |
|                                          | 5.   | Santa Maria          | 40 | 26 | 12 | 4 | 10 | 95  | 93  | +2  |
| Vincitrice della Coppa Italia di Serie B | 6.   | Gragnano             | 37 | 26 | 11 | 4 | 11 | 103 | 91  | +12 |
|                                          | 7.   | Casagiove            | 37 | 26 | 11 | 4 | 11 | 91  | 86  | +5  |
|                                          | 8.   | Licogest Vibo        | 37 | 26 | 12 | 1 | 13 | 111 | 117 | -6  |
|                                          | 9.   | Castellamare         | 36 | 26 | 9  | 9 | 8  | 81  | 78  | +3  |
|                                          | 10.  | Real Reggio          | 35 | 26 | 10 | 5 | 11 | 115 | 112 | +3  |
|                                          | 11.  | Pianura              | 31 | 26 | 8  | 7 | 11 | 91  | 104 | -13 |
|                                          | 12.  | Catanzaro            | 31 | 26 | 9  | 4 | 13 | 110 | 120 | -10 |
|                                          | 13.  | Forio                | 14 | 26 | 3  | 5 | 18 | 57  | 117 | -70 |
|                                          | 14.  | Atletico Catanzaro   | 8  | 26 | 1  | 5 | 20 | 72  | 152 | -80 |

### Verdetti
- Marigliano promosso in serie A2 2007-08.
- Atletico Catanzaro e Forio retrocessi nei campionati regionali.
- Afragola non iscritto al campionato di serie B 2007-08.
- Catanzaro e, dopo i play-out, RMA Pianura retrocessi ma successivamente ripescati.

## Play-out Serie A2 / Play-off Serie B

### Girone A
|  | Quarti di finale | Quarti di finale | Quarti di finale | Quarti di finale | Quarti di finale |  |  | Semifinali       | Semifinali       | Semifinali | Semifinali | Semifinali |   |   | Finale | Finale | Finale | Finale | Finale |  |
|  |                  |                  |                  |                  |                  |  |  |                  |                  |            |            |            |   |   |        |        |        |        |        |  |
|  | B                | Atlante Grosseto | 4                | 2                | 6 (3)            |  |  |                  |                  |            |            |            |   |   |        |        |        |        |        |  |
|  | B                | Palextra Fano    | 1                | 5                | 6 (7)            |  |  | Palextra Fano    | Palextra Fano    | 2          | 1          | 3          |   |   |        |        |        |        |        |  |
|  | B                | Domus Bresso     | 0                | 2                | 2                |  |  | Torino           | Torino           | 4          | 4          | 8          |   |   |        |        |        |        |        |  |
|  | A2               | Torino           | 1                | 5                | 6                |  |  |                  |                  |            |            |            |   |   | Torino | Torino | 2      | 8      | 10     |  |
|  | B                | Gruppo Fassina   | 6                | 6                | 12               |  |  |                  |                  | ATS Quartu | ATS Quartu | 2          | 5 | 7 |        |        |        |        |        |  |
|  | B                | Brianza          | 1                | 5                | 6                |  |  | Gruppo Fassina   | Gruppo Fassina   | 3          | 3          | 6          |   |   |        |        |        |        |        |  |
|  | B                | Coar Orvieto     | 2                | 3                | 5                |  |  | ATS Quartu (dts) | ATS Quartu (dts) | 1          | 6          | 7          |   |   |        |        |        |        |        |  |
|  | A2               | ATS Quartu       | 3                | 5                | 8                |  |  |                  |                  |            |            |            |   |   |        |        |        |        |        |  |

#### Girone B
|  | Quarti di finale | Quarti di finale     | Quarti di finale | Quarti di finale | Quarti di finale |  |  | Semifinali | Semifinali | Semifinali | Semifinali | Semifinali |   |    | Finale    | Finale    | Finale | Finale | Finale |  |
|  |                  |                      |                  |                  |                  |  |  |            |            |            |            |            |   |    |           |           |        |        |        |  |
|  | B                | Polignano            | 10               | 2                | 12               |  |  |            |            |            |            |            |   |    |           |           |        |        |        |  |
|  | A2               | Palermo              | 3                | 3                | 6                |  |  | Polignano  | Polignano  | 3          | 3          | 6          |   |    |           |           |        |        |        |  |
|  | B                | Pomezia              | 5                | 0                | 5                |  |  | Afragola   | Afragola   | 0          | 5          | 5          |   |    |           |           |        |        |        |  |
|  | B                | Afragola             | 3                | 5                | 8                |  |  |            |            |            |            |            |   |    | Polignano | Polignano | 2      | 5      | 7      |  |
|  | B                | Tor Vergata          | 1                | 2                | 3                |  |  |            |            | Vesevo     | Vesevo     | 6          | 4 | 10 |           |           |        |        |        |  |
|  | B                | Giovinazzo           | 3                | 2                | 5                |  |  | Giovinazzo | Giovinazzo | 4          | 3          | 7          |   |    |           |           |        |        |        |  |
|  | B                | Azzurra Sant'Alfonso | 5                | 5                | 10               |  |  | Vesevo     | Vesevo     | 5          | 5          | 10         |   |    |           |           |        |        |        |  |
|  | A2               | Vesevo               | 6                | 6                | 12               |  |  |            |            |            |            |            |   |    |           |           |        |        |        |  |

## Play-out[12]
| Squadra 1      | Totale  | Squadra 2     | Andata | Ritorno   |
| -------------- | ------- | ------------- | ------ | --------- |
| Bologna FF     | 6 - 3   | Bassotti      | 2 - 1  | 4 - 2     |
| Isolotto       | 10 - 13 | Sedico        | 7 - 4  | 3 - 9     |
| Vigor Fabriano | 8 - 5   | Montecastelli | 2 - 4  | 6 - 1     |
| Manfredonia    | 7 - 4   | Termoli       | 3 - 1  | 4 - 3     |
| Puntese        | 3 - 6   | Palestrina    | 2 - 1  | 1 - 5     |
| Pianura        | 5 - 5   | Real Reggio   | 2 - 0  | 3 - 5 dts |